# 格拉祖諾沃區
52°29′55″N 36°19′39″E / 52.49861°N 36.32750°E
格拉祖諾沃區（俄语：Глазуновский район），是俄羅斯的一個區，位於該國西南部，由奧廖爾州負責管轄，面積580.9平方公里，2010年人口13,162，人口密度每平方公里22.66人。